# Premi Rolf Schock
El Premi Rolf Schock va ser instituït al testament del filòsof i artista suec Rolf Schock (1933-1986). Es va lliurar per primera vegada a Estocolm el 1993 i des de llavors es lliura cada dos anys. Els guanyadors reben 400.000 corones sueques, que equivalen aproximadament a 40.000 euros.

## Categories
Els premis es lliuren en quatre categories i són atorgats per comitès de tres de les Reials Acadèmies de Suècia:
- Premi Schock de Lògica i Filosofia, decidit per la Reial Acadèmia Sueca de Ciències
- Premi Schock de Matemàtiques, decidit per la Reial Acadèmia Sueca de Ciències
- Premi Schock d'Arts Visuals, decidit per la Reial Acadèmia Sueca d'Art
- Premi Schock d'Arts Musicals, decidit per la Reial Acadèmia Sueca de Música

## Guardonats
| Any  | Lògica i Filosofia              | Matemàtiques                  | Arts Visuals                                   | Arts Musicals                    |
| ---- | ------------------------------- | ----------------------------- | ---------------------------------------------- | -------------------------------- |
| 1993 | W.V. Quine (EUA)                | Elias Stein (EUA)             | Rafael Moneo (Espanya)                         | Ingvar Lidholm (Suècia)          |
| 1995 | Michael Dummett (Regne Unit)    | Andrew Wiles (EUA)            | Claes Oldenburg (EUA)                          | György Ligeti (Hongria/Alemanya) |
| 1997 | Dana S. Scott (EUA)             | Mikio Sato (Japó)             | Torsten Andersson (Suècia)                     | Jorma Panula (Finlàndia)         |
| 1999 | John Rawls (EUA)                | Yurij Manin (Rússia/Alemanya) | Jacques Herzog i Pierre de Meuron (Suiza)      | Kronos Quartet (EUA)             |
| 2001 | Saul A. Kripke (EUA)            | Elliott H. Lieb (EUA)         | Giuseppe Penone (Itàlia)                       | Kaija Saariaho (Finlàndia)       |
| 2003 | Solomon Feferman (EUA)          | Richard P. Stanley (EUA)      | Susan Rothenberg (EUA)                         | Anne Sofie von Otter (Suècia)    |
| 2005 | Jaakko Hintikka (Finlandia/EUA) | Luis Caffarelli (Argentina)   | Kazuyo Sejima i Ryue Nishizawa (Japó)          | Mauricio Kagel (Argentina)       |
| 2008 | Thomas Nagel (Iugoslàvia/EUA)   | Endre Szemerédi (Hongria/EUA) | Mona Hatoum (Líban/Regne Unit)                 | Gidon Kremer (Letònia)           |
| 2011 | Hilary Putnam (EUA)             | Michael Aschbacher (EUA)      | Marlene Dumas (Sud-àfrica/Països Baixos)       | Andrew Manze (Regne Unit)        |
| 2014 | Derek Parfit (Regne Unit)       | Yitang Zhang (EUA)            | Anne Lacaton i Jean - Philippe Vassal (França) | Herbert Blomstedt (Suècia/EUA)   |